# 더 게스 후
더 게스 후(The Guess Who)는 캐나다의 록 밴드이다.